# 태합입지전V
《태합입지전V》(일본어: 太閤立志伝V)는 코에이에서 2004년 3월 12일에 윈도우판, 2004년 8월 26일에는 플레이스테이션 2판이 발매된 PC 게임으로, 태합입지전 시리즈의 다섯 번째 작품이다. 전작 《태합입지전IV》에 이어 중화민국에서도 발매되어 있다.
Win판과 PS2판 모두 후에 염가판 시리즈인 「KOEI The Best」에서도 발매되었다. 특히 Windows판은 초기판의 발매로부터 베스트판의 발매까지가 약 1년 반으로, 다른 Windows판 코에이 작품의 초기판 발매로부터 염가판 발매까지의 간격, 예를 들면 본작 KOEI The Best와 동시 발매된 《삼국지VII with 파워업키트》, 《금색의 코르다》의 염가판 발매까지의 간격이 각각 5년 반, 2년이었던 것에 비하면 극히 짧았다.

## 개요
전작 《IV》에서의 카드 시스템을 답습하고, 무사·닌자·상인 이외에도 새로운 해적, 검호, 대장장이(鍛冶屋), 의사, 다인(茶人)으로의 플레이도 가능해졌다. 그리고 전작에서는 덤으로 취급되었던 무사 이외의 직업으로의 플레이도 본작에서는 충실해졌다. 해적 및 상인으로는 나하(류큐)·부산(조선)·닝보(명)·루손(남만)이라고 하는 4곳의 해외 거점에도 도항이 가능해졌다.
그에 따라, 닌자·해적·검호 등의 등장 무장도 증가해, 플레이 가능한 무장의 수는 Windows판은 800명, PS2판은 860명으로 지금까지의 시리즈 중에서 가장 많고, 그 외에도 무장의 처나 승려, 선교사 등 무장 이외의 인물도 많이 등장한다. 무장 이미지도 《III》, 《IV》의 애니메이션 풍에서 극화 풍으로 변경되고, 일부 노부나가의 야망 시리즈에서 유용한 것도 보인다.
그리고 전작에서는 수업이나 내정 때에는 미니 게임을 그 때마다 수행해야 했지만(PS2판 이후에서 조건이 없어진 경우를 제외하고), 본작에서는 미니 게임을 생략하는 설정도 추가되었다. 다만 그 때의 성적은 플레이어의 기술이 반영되지 않기 때문에 능력치에 준하여 성적이 나오게 되고, 또 일부의 이벤트 때에는 생략 설정을 했어도 미니 게임을 행해야 한다. 게다가 전작의 PS2판에 있던, 획득할 수 있는 카드의 매수의 증가에 따라 새로운 모드가 추가되는 요소가 본작에서는 Win판에도 탑재되었다. 다른 코에이 작품에서는 파워업키트에 의해 추가되는 경우가 많은 무장의 데이터 에디터 기능도, 본작에서는 모든 카드를 모으면 추가된다.
플레이어가 독자적으로 가공한 무장을 게임 내에서 등장시킬 수 있는 신무장의 작성도, 전작에서는 미리 결정된 이미지 중에서 선택해야 했지만, 본작에서는 얼굴과 세세한 부분을 조합하여 자신이 좋아하는 얼굴을 만들 수 있게 되었다. 또 시리즈에서 처음으로 여성 무장으로의 플레이도 가능하게 되었고, 자신 이외의 신무장도 동시에 최대 40명까지 등장시킬 수 있게 되었다.
타이틀 로고도 《I》에서 《IV》까지 사용되어 온 서체에서 변경되었다.

## 구입에 관하여
Windows판의 초기판에서는 버그가 많아서, 패치(업데이트)를 다운로드해야 했다. 다만 중고 소프트를 구입한 경우, 이전 소유자에 의해 유저 등록용 시리얼 등록이 행해졌다면, 버그를 수정하기 위한 패치나 후술하는 이벤트 컨버터(이베콘)의 다운로드는 불가능하다. 베스트판의 패치에 대해서는 수정되어 있지만, 중고의 경우 이베콘을 사용할 수 없는 것은 초기판과 같다.
정식 대응하는 것은 XP까지로, Windows Vista에의 대응 패치는 나오지 않았다. 다만 코에이 공식 사이트에서는 일부 인스톨 및 언인스톨 때나 전술한 패치 적용 때 등에 불편이 있지만, 그것 이외는 문제없이 동작하고 있다고 한다.
또 PS2판은 동작이 전작에 비해 약간 무겁지만, 하드 디스크(PlayStation BB Unit에 탑재)에 인스톨하는 것으로 상당히 가벼워진다. 다만 SCPH-70000 이후에서는 PlayStation BB Unit에 비대응하기 때문에, 하드 디스크를 탑재하지 않는다. 또 초기판에서는 일부 이벤트가 일어나지 않는다. 베스트판에서는 이런 점은 해소되었다.

## 능력치와 기능
능력치는 통솔, 무력, 정무, 지모, 매력, 야망으로 되어, 전작의 내정과 외교가 정무와 지모로 변경되었다. 최고치는 100이지만 아이템 및 칭호에 의한 보정도 전작 《IV》에 이어 존재한다. 기능은 아시가루, 기마, 철포, 수군, 궁술, 무예, 군학, 인술, 건축, 개간, 광산, 산술, 예법, 변설, 다도, 의사의 16개로 대폭 증가했다. 기본적으로는 전작에서 바뀌지 않았지만, 본작에서는 사용할 수 있는 무기가 도검 이외에도 확대되었기 때문에 검술이 무예로, 건설 대상도 성 이외로 확대되었기 때문에 축성이 건축으로 변경되었다. 또 본작에서는 기능 레벨이 4까지로 바뀌었고, 그 위에 「☆」도 존재하기 때문에(이벤트 컨버터를 사용하지 않는 경우는 주인공뿐), 실질은 6단계가 되었다.

## 플레이 스타일의 종류
전작에서도, 무사 이외에도 닌자나 상인에 입문하여 플레이가 가능했지만, Win판에서는 무사 이외에 정규 엔딩이 준비되어 있지 않는 등, 어디까지나 메인은 무사 플레이였다. 본작에서는 무사 이외의 세력으로의 플레이도 충실해졌다. 플레이 방법에는 크게 나누어 본업인 세력 플레이(무사·닌자·해적·상인 : 다른 직업과 겸업할 수는 없지만 천하제일이 되는 정규 엔딩이 존재한다)와, 부업인 직업 플레이(검호·의사·대장장이·다인 : 본업과 겸업이 가능하다)의 2종류가 존재한다.
처음부터 플레이할 수 있는 것은 기노시타 도키치로(木下藤吉郎, 무사 플레이 전용) 외에, 핫토리 한조(服部半蔵, 닌자 플레이 전용)·구키 요시타카(해적 플레이 전용)·나야 스케자에몬(納屋助左衛門, 상인 플레이 전용)·야규 무네요시(柳生宗厳, 검호 플레이 전용)의 5명이지만, 게임의 진행을 통해 카드를 모아 나가면 시나리오가 늘어나거나, 신무장 파트가 증가하거나, 다른 주인공으로 플레이가 가능하거나 하게 된다. 또한 전술한 5명으로 각각의 전용 「추천 플레이」를 하면, 경험하지 못한 주명을 받거나 신분이 올라가거나 할 때 등에 '똑똑한 할아버지(うんちく爺さん)'(《태합입지전V 마니악스》에 의하면 작품 내 설정으로는, 정체는 《남총이견팔견전》의 쥬다이호시丶大法師)가 나타나서, 플레이에의 조언을 해준다.
그리고 예를 들면 의사의 경우, 병이 걸리기 쉬운 인물을 죽지 않게 하는 것이 가능하고, 스스로도 쉽게 병에 걸리지 않게 되는 등, 직업 플레이를 세력 플레이에서 살릴 수도 있다.
게다가 미리 준비된 플레이 외에도, 플레이어의 진행 방법에 의해 여행자·노름꾼(遊び人)·강도(辻斬り) 등, 다양한 플레이 스타일이 가능하다. 그리고 본작에서는 「명성」과 「악명」이라고 하는 파라미터가 존재해, 좋은 의미로 시선을 끄는 일, 즉 개인전에서 '검호' 등 개인전에 관한 기능이 높은 무장에게 승리하고, 칭호 카드를 입수하는 등의 일을 하면 「명성」이, 나쁜 행동, 즉 무장을 습격하고, 파괴 공작을 하는 일(닌자에게 의뢰한 경우에는 의뢰자는 올라가지 않는다), 모반을 일으키거나 상사에게 모반을 재촉하고, 진료 때에 효과 없는 약을 주고 바가지를 씌우는 등의 일을 하면 「악명」이 올라간다. 이 2개의 데이터에 따라서 게임에 플러스가 되기도 마이너스가 되기도 한다. 예를 들면 「명성」이 높으면 여관이나 술집에서 할인을 받게 되고, 성주를 대면할 수 있게 되고, 바쁜 와중에도 중계할 수 있는 등의 장점이 존재하지만, 얼굴이 알려지게 되어 닌자에의 입문은 할 수 없게 되고, 닌자에게 습격당하기 쉬워지게 되는 등 반드시 장점만 있는 것은 아니다. 한편 「악명」이 높으면 사관을 거절당하기 쉬워지고, 마을 내에서 검호 클래스의 무장에게 표적이 되기 쉬워지고, 주민 안정도가 낮아지기 쉬워지는 등의 단점이 있지만, 도적을 만나도 상대편이 두려워해 도망가기도 한다. 어느 쪽이든 게임 내의 시간 경과에 따라 낮아지지만, 악명은 절에서 보시를 행하는 것으로도 낮출 수 있다.

### 세력계 플레이

#### 무사 플레이
《I》에서부터 있었던 플레이 스타일로, 아시가루 조장에서 출새하여, 소속된 다이묘의 아래에서 성주 등으로서 전국의 성을 제압하고, 복속시켜 패업 달성을 목표로 하거나, 모반을 일으키거나 이벤트의 발생을 통하여, 스스로 다이묘가 되어 전국 제패를 목표로 플레이한다.
플레이의 폭으로서는 가장 충실하고, 《I》과 같은 악한의 끝을 달리는 플레이도 가능하게 되었다.

#### 상인 플레이
자신이 속한 상가(商家)가 전국의 모든 상업권에서 상인사(商人司)가 되는 것, 혹은 어용상인이 되어 다이묘 가문의 전국 통일 혹은 정1위에 서임되는 것을 목표로 한다.
상인 플레이에서도 무사 플레이와 같은 평정이 열려 주명이 내려진다. 상인 특유의 주명으로는 쌀의 매점, 행상, 고리대 등이 있다. 견습부터 훈공을 쌓아 나가면 데다이(手代), 반토(番頭), 지배인으로 출세할 수 있고, 마침내는 독립이 허락되어, 당주가 되는 것도 가능하다. 당주가 된 후는 전작과 같이 2개의 마을 사이에서 판로를 열고, 그 이익을 얻을 수 있다. 각 마을의 조합(座)에 투자하여 마을의 규모를 키우고, 새로운 교역품을 만드는 것은 상인이 아니어도 가능하지만, 상인 플레이에서는 판로의 연결 방법에 의해서 각각의 마을 교역품을 조합하여 2차(혹은 3차) 교역품을 만들거나, 해외와의 교역을 행할 수도 있다. 다만 해외로 도항하는 것은 행선지에 따른 외교 문서를 소지하는 것과, 자신의 상가와 친밀도가 높은 해적이 있는 것이 필요하다.

##### 상인사
상인사가 되려면 우선 각각의 지방에서 지배력이 최대인 다이묘 가문의 어용상인이 되어야 한다. 어용상인은 다이묘 가문에 군자금을 납입해 관계를 좋게 만든 다음, 가로 이상이 중재역이 되어 주는 것으로 될 수 있다. 어용상인이 되면 상인사 싸움에 참가할 수 있는 것 외에, 전작과 같이 다이묘 가문에 전략을 진언하는 것도 가능하게 되었다.
상인사 싸움에서는 각 상가가 각각 다른 마을을 담당해 발전시켜 나가게 된다. 상인사 싸움은 1개월간 행해지고, 통상은 작업에 힘쓰거나 투자를 행하거나 하지만, 마을을 벗어나 한 번은 「공부(工夫)」를 하는 것이 가능하다. 성공하면 마을의 발전도와 자신의 훈공이 올라간다. 또 적 상가를 방해하는 것도 가능하다. 자신이 직접 적 상가가 담당하는 마을을 찾아가 방해하는 것도 가능하고, 닌자에게 방해를 의뢰하는 것도 가능하다. 1개월이 지난 후에 가장 좋게 마을을 발전시킨 상가가 상인사의 지위를 얻게 된다.

#### 닌자 플레이
하급 닌자(下忍)로부터 출세해 두령이 되어, 전국에 있는 닌자 마을(忍びの里)을 통일하거나, 닌자 마을에 전하는 인술 모두를 습득하는 것, 혹은 지지하는 다이묘 가문의 천하통일을 지원하는 것 등을 목표로 한다.
사관 직후는 하급 닌자가 되며, 평정에서 주명을 받아 훈공을 쌓는 것으로, 중급 닌자(中忍), 상급 닌자(上忍), 두령으로 출세해 나가게 된다. 닌자의 주명은 다음에 서술하는 해적의 주명과도 일부 공통되지만, 귀중품 입수, 판로나 악인의 호위(혹은 습격), 유행 퍼뜨리기라는 것이 있다. 또 닌자 무리는 전투 때 특수한 병과를 사용하는 것도 가능하다. 다만 닌자를 그만두고 다른 직업을 가지면 사용할 수 없게 되는 것도 있다. 또, 닌자를 그만둘 때는 자신의 상사와의 개인전에서 승리하지 않으면 그만두지 못하고, 그만둔 후에도 도망자에 대한 사냥으로 습격을 당하게 된다. 단, 일정 회수 이상을 싸우면 더 이상 나오지 않게 된다.
닌자 플레이에서는 악명이 오르면 주명이 많고, 상인과는 다르게 훈공을 쌓아도 독립은 할 수 없다. 그러나 이름이 없는 인물이 두령인 경우, 훈공이 일정치에 이르면 두령이 죽은 뒤를 잇게 된다. 이름 있는 두령이 수명이 다한 경우에도 혈연이나 훈공에 따라 후계자로 선택되게 된다. 핫토리 한조의 경우는 이벤트로 두령이 되기도 한다.

#### 해적 플레이
자신이 속한 해적 무리가 전국에 있는 수군 요새를 통일하는 것, 혹은 지지하는 다이묘 가문의 천하통일을 지원하는 것을 목표로 한다.
사관 직후는 수부(水夫)가 되며, 훈공을 쌓는 것으로 수부두(水夫頭), 선두(船頭), 요새를 책임지는 선대장(船大将)으로 출세해 나가는 것은 닌자와 비슷하다. 해적의 독특한 주명으로서는, 선박 건조나, 항구 마을 호위, 연안 습격이라고 하는 것이 있다.
두령이 되려면 닌자처럼 두령의 수명이 다하는 것 이외에, 요새를 빼앗을 수도 있다. 다만 전술한 것처럼 Win 초기판에서는 패치를 적용하지 않으면 구키 요시타카 이외에서는 발생하지 않는다. 또 해적으로도 상인과 함께 해외와의 교역에 관한 일도 할 수 있다.

### 부업계 플레이

#### 검호 플레이
다양한 유파 혹은 자신의 유파로 수업하는 등으로 무예를 극으로 만드는 플레이이다. 검호로서 인정받기 위해서는 우선 인가장을 얻거나, 「검호」 등 개인전에 관한 높은 수준의 칭호 카드를 입수해아 한다. 그것을 위해서는 도장이나 민가에 있는 유파에 속한 인물에게 선물이나 다석(茶席), 시합 등을 행하여 친밀도를 올린 뒤에 입문하거나 개인전에서의 승리를 쌓아 나가는 형태로 무예 수업에 힘쓴다.
입문이 허락되면, 스승이나 동문인 인물에게 비기를 전수받을 수 있게 된다. 스승에게서 비기를 전수받는 것을 반복하다보면 인가장을 받게 된다.
인가장을 입수하면, 자신의 새로운 유파를 열거나, 명상을 통해 비술을 수련하거나 하는 것도 가능하다. 낭인이라면 자택에 도장을 세워 제자를 받을 수도 있다. 또 다이묘 가문의 병법 지도역이 되어 수입을 얻을 수 있다.
또한, 인가장을 입수하지 못해도 「검호」 등 개인전에 관한 상위 클래스의 칭호 카드를 입수하면 유파를 여는 일도 가능하다.

#### 의사 플레이
약초를 조합하고, 진료소를 세워 다양한 사람의 병을 고쳐 나가는 플레이이다. 의사가 되려면 의사댁에서 의술을 높이고, 사사를 반복해 나가면 「진료」 카드나 그 외에 약을 만드는데 필요한 카드를 입수할 수 있다.
의사가 된 후는 자택에 진료소를 열면, 방문하는 환자를 진료하거나, 약을 조합하거나 하는 일이 가능하게 된다. 진료소를 열지 않아도 병이 든 인물에게 왕진할 수도 있다. 진료소에서는 무료로 진료하는 「의는 인술(医は仁術)」을 해 나갈 수도 있으며, 전혀 효과가 없는 약을 준 후에 바가지를 씌워 진료비를 받으면 악덕 의사가 될 수도 있다. 또 약의 원료인 생약을 조합에 팔아 돈을 벌수도 있다.

#### 대장장이 플레이
각 구니의 단련(鍛錬) 기법을 배워, 자신의 무기를 단련해 명성을 획득해 나가는 플레이이다. 대장간에서 허드렛일을 하여 경험을 쌓아 나가면 철이나 화약이라고 하는 재료를 얻는 데에 필요한 기술, 또는 도검 제작이나 철포 제작에 필요한 기술을 입수할 수 있다.
이것으로 자택에 대장간을 열 수 있게 되지만, 처음부터 가치가 높은 무기를 만들지는 못하고, 경험을 서서히 쌓아 나가지 않으면 안 된다. 그리고 가치가 높은 무기를 만들려면 이벤트를 통하여 한 층 고도의 기술을 획득하는 것이 필요하다.
또 대장장이 수행을 쌓는 것으로, 교역품의 최대 적재량을 3만까지 증가시킬 수 있다(PS2판에서만). 전작에서는 「라쿠이치라쿠자(楽市楽座)」 등 최대 적재량을 올리는 카드를 쉽게 입수할 수 있었던 것에 반해 본작에서는 입수하기 어렵기 때문에, 상인 플레이 이외에서의 최대 적재량을 증가하는 방법이 되었다.

#### 다인 플레이
센고쿠 시대에 유행한 다도의 궁극을 완성하고, 자신의 다실을 만들고, 다기를 제작하고, 다양한 인물을 다석에 초대하여 명성을 획득해 나가는 플레이이다. 그 때문에 다인댁(茶人宅)에서 다도를 사사받아야 한다. 다석을 거듭해 가면 다인으로서의 칭호를 얻을 수 있다. 자택에 다실을 세울 수 있게 되면, 다른 인물을 다실에 초대하거나 직인(職人)에게 다기 제작을 의뢰하거나 하여 새로운 경지를 목표로 하게 된다.
다실에서는 다른 인물을 2명까지 초대할 수 있고, 우호도가 낮은 자끼리 초대하여 양자의 우호도를 올리거나, 다이묘에게 어용상인을 추천하는 것도 가능하다. 이것을 이용하여 자신이 생각하는 방향으로 세상을 움직이는 것도 가능하게 되었다.

## 전투
개인전, 야전·공성전은 전작 《IV》에서는 카드 배틀로 진행되었기 때문에, 카드를 내는 화면에서 운이라는 요소가 있었다. 그러나 본작에서는 기능이나 특기 등은 카드로써 표현은 되고 있지만, 카드 배틀의 요소는 없어졌다.

### 개인전
개인전은 상대의 움직임을 예측하여 이동하고, 다수 존재하는 비기를 활용하여 적을 쓰러뜨리는 형식이 되었다. 전작에서 사용할 수 있는 무기는 도검뿐이었지만, 본작에서는 도검·구나이(苦無, 일종의 수리검)·창·활·쇠사슬낫(鎖鎌)·철포의 6종류로 증가했다. 각 무기의 특징은 다음과 같다.
- 도검 : 근거리에서만 공격할 수 있지만, 사용 가능한 비기의 종류가 많다. 무예가 영향을 준다.
- 구나이 : 위력이 약하기는 하지만 근거리부터 원거리까지 공격범위는 넓다. 인술이 영향을 주고, 비기도 닌자 마을에서 습득할 수 있다.
- 창 : 중거리에서만 공격이 가능하기 때문에, 간격이 중요하다. 무예가 영향을 준다.
- 활 : 장거리 무기로, 사격 후 1턴은 방어 자세를 취하는 형태로 경직된다. 궁술이 영향을 준다.
- 쇠사슬낫 : 근거리부터 중거리까지 공격할 수 있다. 인술이 영향을 주고, 비기도 닌자 마을에서 습득할 수 있다.
- 철포 : 장거리 무기로 활보다도 강력하지만, 사격 후는 활보다 1턴 많이 경직된다. 철포가 영향을 준다.

비기의 사용에는 종류에 따라 「기합」이 필요하다. 「기합」은 1턴마다 1개가 증가하고, 적에게 공격을 받거나 이동하지 않고 방어(활·철포로 공격 후의 경직 상태도 포함)를 하거나 하는 것으로 또 1개씩 증가한다. 상인에의 사사로 습득 가능한 동전 던지기(銭投げ, PS2판에서는 강화판인 성대한 향응大盤振る舞い도 등장)로 적을 유도하고, 의사에의 사사로 습득 가능한 「지혈」로 체력을 회복시키고, 어느 마을의 닌자에의 사사로 습득 가능한 「숨기(雲隠れの術)」로 이탈하는 등, 다른 직업에서 몸에 익힌 특기를 활용할 수 있다. 또, 활이나 철포 전용의 공격계 비기는 통상 공격과 달리 공격 후에 경직되지 않는다.
PS2판에서는 자신의 체력을 깎아 「기합」을 최대로 만드는 「나찰」, 전술한 「성대한 향응」 등의 카드가 추가되어, Win판과는 다른 전투 방법이 요구된다.

### 합전(合戦)
본작에서는 무사 플레이의 경우, 다른 가문의 성에 쳐들어갈 때에 전쟁 명분(攻込名分)이 중요하게 되었다. 적대하지 않는 다이묘 가문에 갑자기 쳐들어갈 수는 있지만, 악명이 올라가 세간의 신뢰를 잃는다. 전쟁 명분은 자신의 세력이 공격을 받거나, 상대 가문에서 동맹을 파기하거나 선전포고, 항복 권고를 하는 것으로서 생긴다. 전쟁 명분이 없는 다이묘 가문을 공격할 때에 악명을 올리고 싶지 않은 경우는, 우선 선전포고 등을 행한 상대에게 전쟁 명분을 생기게 하고, 상대가 공격해 오면 전쟁 명분이 이쪽에도 생기게 된다. 혹은 조정에 외교 공작을 행하여 「치벌윤지(治罰綸旨)」를 받는 것으로도 전쟁 명분을 얻을 수 있다.

### 야전
야전은 헥사전(정육각형 칸 하나에 한 부대를 위치시켜 치러지는 전투)으로 진행되어, 종래의 시뮬레이션 게임의 요소가 강하게 되었다. 무사의 경우를 비롯하여 수군 기능이 낮은 인물이 통솔하는 부대는 바다 위에서는 바람에 떠내려가기도 한다. 반대로 해적은 바다 위에서는 강하지만, 상륙하자마자 약해지는 경우도 많기 때문에, 전술을 익히는 것이 필요하다.
특기 시스템은 Win판과 PS2판에서 달라, Win판은 군학에 따라 특기 사용 횟수만큼만 특기를 사용 가능하게 한다. 연속해서 특기를 사용하는 것도 가능하지만, 1회의 야전에서는 1종류에 대해 1번밖에 사용하지 못한다. 한편 PS2판은 턴마다 증가하는 「특기」를 모을 수 있고(통상은 1이 증가하지만, 그곳에서 대기하면 2가 증가하고, 10까지 증가한다), 종류에 따라 그것을 소비하는 형태가 되었다. 연속해서 사용하는 것은 어렵지만, 같은 특기를 몇 번이고 사용하는 것이 가능하게 되었다. 또 야전 맵도 Win판보다 작아져, 일부 전투 카드의 효과도 변경되었다. 변경되지 않은 것도 맵이 작아진 영향을 받는 것도 있다.

### 공성전
공성전에서는 구루와의 개념이 존재해, 오테몬, 요노마루, 산노마루, 니노마루, 혼마루의 순으로 떨어뜨려 가는 형식이 되었다. 요노마루·산노마루·니노마루는 성규모에 따라 존재하지 않는 것도 있다. 이외에 성의 뒷문(搦め手)도 있지만, 병과가 닌자나 해적이 아니면 배치할 수 없다. 주인공이 다이묘 가문에 소속된 경우는, 닌자나 해적에게 원군을 의뢰하여 뒷문에서 공격하는 것도 가능하다. 또 성 공격에서 특별한 전술이 필요하지 않은 경우는 모든 부대를 위임하여 간이 전투를 하는 것도 가능하다. 다만 이벤트에 의한 전투에서는 간이 전투가 불가능한 경우도 있다.
특기에 대해서는, Win판에서는 군학에 따라 사용 횟수만큼만 사용 가능한 점은 야전과 같지만, 야전과는 달리 같은 카드를 몇 번이고 사용할 수 있게 되었다. PS2판에서는 야전과 같다.
또 전작까지는 성을 떨어뜨린 후, 행선지 변경 명령을 내려서 다른 성을 연속적으로 공격하는 것도 가능했지만, 본작의 Win판에서는 낙성시킨 후는 성에 귀환할 때까지 조작할 수 없게 되었다. PS2판에서는 연속적으로 진격하는 것도 가능하다.

## 시나리오
등장하는 시나리오는 아래과 같다.
- 「태양의 장(日輪の章)」(1560년) … 처음부터 플레이할 수 있는 시나리오는 이 시나리오뿐이다. 시리즈의 기본 시대 설정이다. 다만 본작에서는 오케하자마 전투의 수개월 전부터 시작한다.
- 「승룡의 장(昇龍の章)」(1568년) … 노부나가의 상락 직후의 시나리오로, 전작과 다른 점은 아직 노부나가 포위망이 시작되기 전의 단계인 것이다.
- 「패도의 장(覇道の章)」(1575년) … 나가시노 전투 직전의 시나리오로, 철포에 의한 삼단 공격(三段撃ち) 외에, 도리이 스네에몬(鳥居強右衛門)의 이벤트 등을 볼 수 있다.
- 「전변의 장(転変の章)」(1582년) … 혼노지의 변 직전의 시나리오로, 덴모쿠잔 전투(天目山の戦い)로 다케다 가쓰요리를 멸망시키면, 혼노지의 변이 일어나기 쉬워진다.
- 「태평의 장(太平の章)」(1598년) … 전작의 꿈 그리고 꿈(夢のまた夢) 시나리오와 거의 같은 시대로 설정되었다. 유일하게 히데요시 사후의 시나리오이다.
- 「난마의 장(乱麻の章)」(1554년) … 전작의 난세의 불씨(乱世の余燼) 시나리오로부터 1년을 거슬러 올라간 1554년의 시나리오이다. 이쓰쿠시마 전투나 도산(道三)과 노부나가의 쇼토쿠지(正徳寺) 회견 등의 이벤트가 있다.
- 「유랑의 장(流亡の章)」(1549년) … PS2판에만 있다. 난마의 장에서 다시 5년을 거슬러 올라가, 오다 노부히데, 마쓰다이라 히로타다, 오우치 요시타카 등 종래 시나리오에서 등장하는 다이묘의 부친 대의 인물도 다수 등장한다.
- 「몽환의 장(夢幻の章)」(1560년) … PS2판에만 있다. 모든 무장이 같은 연령으로 등장하고, 무장이 이름으로 나뉘어 다이묘 가문에 소속된 가공의 센고쿠 세계를 배경으로 한다. 다른 시나리오에서 무장의 처였던 여성이 여관 아가씨(宿屋娘)로 등장해 결혼할 수 있는 등, 특수 요소도 있다.

## 이벤트 컨버터
Windows판에서는 유저 등록자에게 「이벤트 컨버터(이베콘)」가 공식 사이트에서 배포되어, 플레이어가 스크립트 형식으로 자유롭게 이벤트를 작성할 수 있는 기능이 탑재되었다. 유저는 일단 텍스트 파일에서 정해진 형식으로 스크립트를 기술하고, 그것을 이벤트 컨버터로 읽어 들인다. 컨버트에 성공하면 게임에서 사용하기 위한 파일이 출력되고, 그것을 정해진 폴더로 이동시키면 이벤트 등 새로운 기능을 추가할 수 있다.
PS2 이후의 가정용 게임기 전용으로 발매된 코에이 시뮬레이션 게임의 대부분은, Win판에서는 없었던 새로운 요소를 추가하거나, 밸런스를 재조정하거나 하여 발매한 것이 일반적인 예가 되었고, 또 가정용 게임기판의 추가 요소를 Win판에 추가하는 패치가 제공되는 일은 드물기 때문에, Win판은 'PS2판의 베타판'으로 자리 매김하는 경우가 많았다. 본작에서도 그것은 예외가 아니었지만, 본작의 Win판의 경우는 이벤트 컨버터에 의해, PC판 소프트이지만 지금까지와는 다른 이점이 존재하는 작품이 되었다.
과거 코에이 작품에서도 《노부나가의 야망 람세기》 및 《노부나가의 야망 창천록》의 PK(파워업키트) 등에서, 몇 개의 선택지를 선택하거나 텍스트 입력을 행하거나 하여 이벤트를 작성할 수 있는 기능이 탑재된 것도 있지만, 게임 시스템에 미칠 수 있는 영향은 다소 한정적이었다. 본작에서는 스크립트 형식이기 때문에 제작에는 고도의 테크닉이 요구되지만, 그만큼 가능한 일도 많아졌다. 실제로 이전의 시리즈 작품에서는 존재했지만 본작에서는 도입되지 않았던 요소나 PS2판의 요소를 일부 추가하는 등, 게임의 사양 상의 불만을 수정하기 위한 스크립트도 유저 간에는 배포되었다. 또 이벤트 컨버터 이외에도, 유저 간에는 무장 이미지나 BGM 등을 변경하는 비공식 툴도 다수 제작되었다.

## PS2판에서의 추가 요소
전술한 부분도 일부있지만, PS2판에서는 히데요시가 오다 가에 사관하기 전, 노부나가가 아직 당주가 되기 전 시기(1549년)의 시나리오가 새롭게 등장하고, 또 모든 무장이 같은 연령으로 등장하여, 가공의 배치로 시작되는 시나리오 등도 추가되었다. 새로운 등장인물도, 깃카와 모토하루(吉川元春)의 처 신죠(新庄)나 니카이도 모리요시(二階堂盛義)가 등장하는 것을 시작으로, 다수 추가되었다. 게다가 노부나가 가독 상속 전의 이벤트나, 《대항해시대4》의 등장인물인 릴이나 여성 닌자·해적과의 결혼 이벤트 등의 이벤트와 시스템, 특기 카드와 그 외의 카드도 마찬가지로 대폭 추가되었다. 그리고 미니 게임이나 전투 시스템 변경도 행해져, 부하에게 장기간 수업할 것을 지시하거나 기능 지도 등도 할 수 있게 되었다. 한편으로 Win판의 이베콘은 PS2판에서는 탑재되지 않았다.